# Prímhatvány
A matematikában, közelebbről a számelmélet és algebra területén a prímhatványok valamely prímszám pozitív egész hatványai.
Például: 5 = 51, 9 = 32 és 16 = 24 prímhatványok, míg
6 = 2 × 3, 15 = 3 × 5 és 36 = 62 = 22 × 32 egyike sem prímhatvány. Az egyet nem tekintjük prímhatványnak. A prímhatványok sorozata így kezdődik:
2, 3, 4, 5, 7, 8, 9, 11, 13, 16, 17, 19, 23, 25, 27, 29, 31, 32, 37, 41, 43, 47, 49, 53, 59, 61, 64, 67, 71, 73, 79, 81, 83, 89, 97, ... (A246655 sorozat az OEIS-ben).
Az 1-nél nagyobb kitevőjű prímhatványok (tehát a prímhatványok a prímszámok nélkül):
4, 8, 9, 16, 25, 27, 32, 49, 64, 81, ... (A025475 sorozat az OEIS-ben).
A prím k-adik hatványok pedig:
| k | Sorozat száma | Prím k-adik hatványok                        |
| - | ------------- | -------------------------------------------- |
| 1 | A000040       | 2, 3, 5, 7, 11, 13, 17, 19, 23, 29, 31, 37,… |
| 2 | A001248       | 4, 9, 25, 49, 121, 169, 289, 361, ...        |
| 3 | A030078       | 8, 27, 125, 343, 1331, 2197, 4913, ...       |
| 4 | A030514       | 16, 81, 625, 2401, 14641, 28561, 83521, ...  |
| 5 | A050997       | 32, 243, 3125, 16807, 161051, 371293, ...    |
| 6 |               | 64, 485, 1253, 20857, 396958, 695867,        |

A prímhatványok olyan pozitív egész számok, melyek pontosan egy prímszámmal oszthatók; a prímhatványokat általánosabb algebrai értelemben, kommutatív gyűrűben prímideálnak tekinthetjük; lásd prímideál-felbontás.

## Tulajdonságaik

### Az algebra területén
A prímhatványok prímszámok teljes hatványai. Minden prímhatványnak (2 hatványai kivételével) létezik primitív gyöke modulo n; tehát a modulo pn egészek multiplikatív csoportja (vagy ekvivalensen a Z/pnZ gyűrű egységelemeinek csoportja) ciklikus csoportot alkot.
Véges test elemeinek száma mindig prímhatvány, és megfordítva, minden prímhatvány előáll valamely véges test elemeinek számaként (a véges testre ez a szám izomorfizmusig jellemző).

### A kombinatorika területén
Az analitikus számelméletben gyakran felhasználják a prímhatványok azon tulajdonságát, hogy a nem prímszám prímhatványok halmaza kis halmaz – abban az értelemben, hogy reciprokainak végtelen sora konvergens – pedig a prímek maguk nagy halmazt alkotnak.

### Az oszthatóság területén
Az Euler-függvény (φ), valamint a σ0 és σ1 osztóösszeg-függvények prímhatványok esetében a következően számíthatók:
{\displaystyle \phi (p^{n})=p^{n-1}\phi (p)=p^{n-1}(p-1)=p^{n}-p^{n-1}=p^{n}\left(1-{\frac {1}{p}}\right),}
{\displaystyle \sigma _{0}(p^{n})=\sum _{j=0}^{n}p^{0\cdot j}=\sum _{j=0}^{n}1=n+1,}
{\displaystyle \sigma _{1}(p^{n})=\sum _{j=0}^{n}p^{1\cdot j}=\sum _{j=0}^{n}p^{j}={\frac {p^{n+1}-1}{p-1}}.}
Minden prímhatvány hiányos szám. A pn prímhatvány egy n-majdnem prím. Nem ismert, hogy egy pn prímhatvány lehet-e barátságos szám. Ha van ilyen közöttük, akkor pn-nek nagyobbnak kell lennie 101500-nál, n-nek pedig 1400-nál.

## Művészetben
Az 1997-es A kocka című filmben a prímhatványok fontos szerepet játszanak, halálos veszélyeket jelölnek a labirintusszerű kockában.